# 桑迪蘭茲冰原島峰
70°32′S 67°27′E / 70.533°S 67.450°E
桑迪蘭茲冰原島峰（英語：Sandilands Nunatak）是南極洲的冰原島峰，位於麥克羅伯特森地，處於西頓山以北6公里，屬於查爾斯王子山脈的一部分，在1956年12月由澳大利亞探險隊發現，現時由南極條約體系管理。